# شهرستان آدامز (آیداهو)
شهرستان آدامز، آیداهو (به انگلیسی: Adams County, Idaho) یک سکونتگاه مسکونی در ایالات متحده آمریکا است که در آیداهو واقع شده‌است.

## خصوصیات
شهرستان آدامز ۳٬۵۴۸٫۳ کیلومترمربع مساحت دارد.